# Leontodon biscutellifolius
Leontodon biscutellifolius ist eine Art aus der Gattung Leontodon. Sie wurde in der älteren Literatur als Unterart des Krausen Löwenzahns angesehen.

## Beschreibung

### Vegetative Merkmale
Leontodon biscutellifolius ist eine ausdauernde steifhaarige krautige Pflanze, die Wuchshöhen von 4 bis 20(–40) Zentimetern erreicht. Sie bildet eine langspindelige, kräftige, senkrechte Pfahlwurzel. Die Faserwurzeln sind spärlich und haarfein. Die 1–6 Stängel sind aufrecht und an der Spitze mehr oder minder keulenförmig verdickt. Die zahlreichen Laubblätter sind in einer grundständigen Rosette angeordnet, 20–140(–190)3–15 mm groß, schmal elliptisch bis fast spatelförmig, in den kurzen Stiel allmählich verschmälert, grob buchtig gezähnt bis fiederspaltig, mit dreieckig-lanzettlichen voneinander entfernten, am Rande oft wellig-krausen Abschnitten und beiderseits mit 2–6 strahligen Härchen besetzt.
Zum Unterschied zu Leontodon cripus sind auf den Hüllblättern häufig ähnliche Sternhaare wie auf den Blättern. Am dicht mit Sternhaaren besetzten Randsaum der Hüllblätter haben die Sternhaare oft keine Basis und können miteinander verwachsen sein.

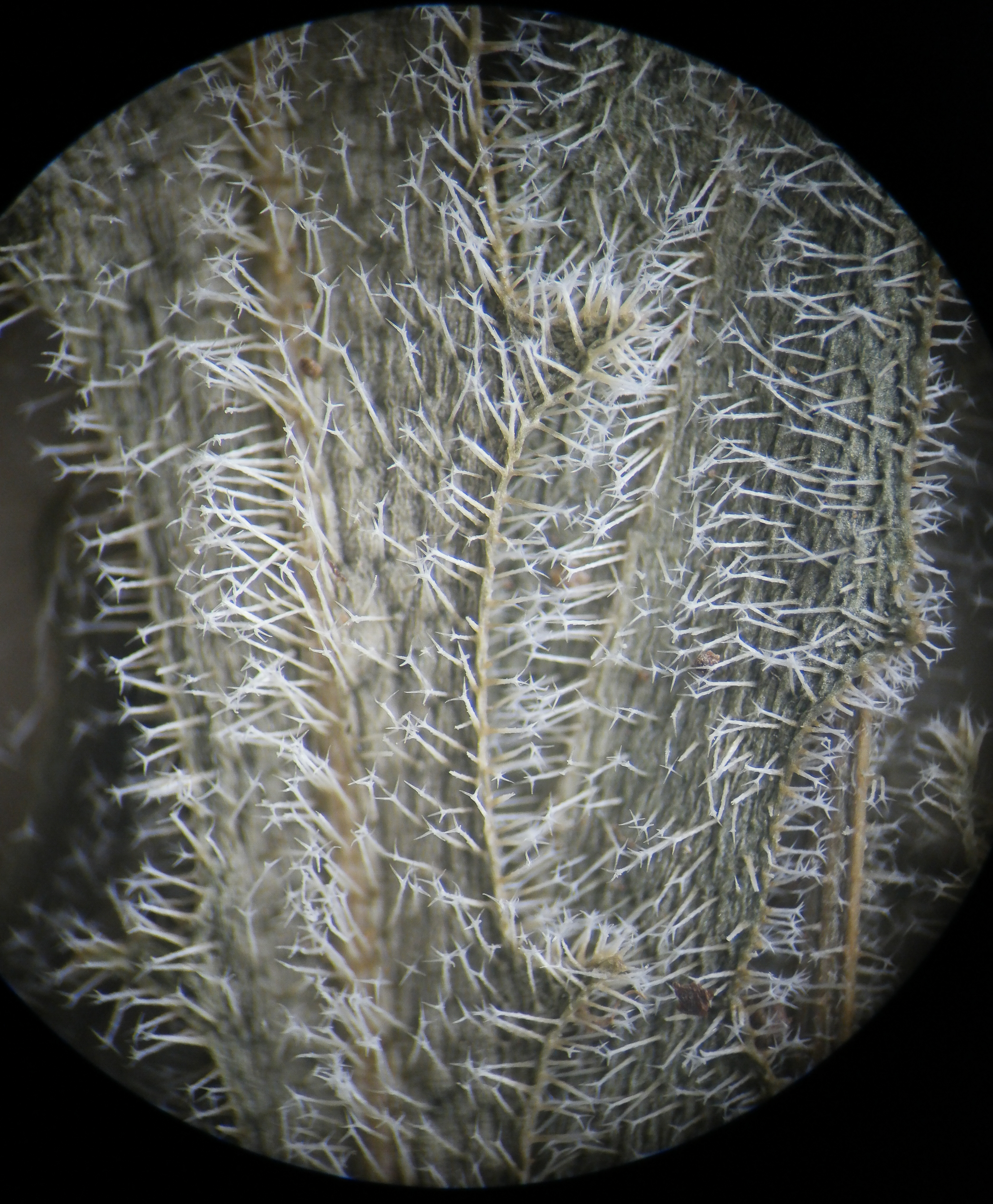
Ähnlich den Sternhaaren von Leontodon crispus sind die von Leontodon biscutellifolius. Nur sind die Härchen länger und steifer sowie die Blätter rauer
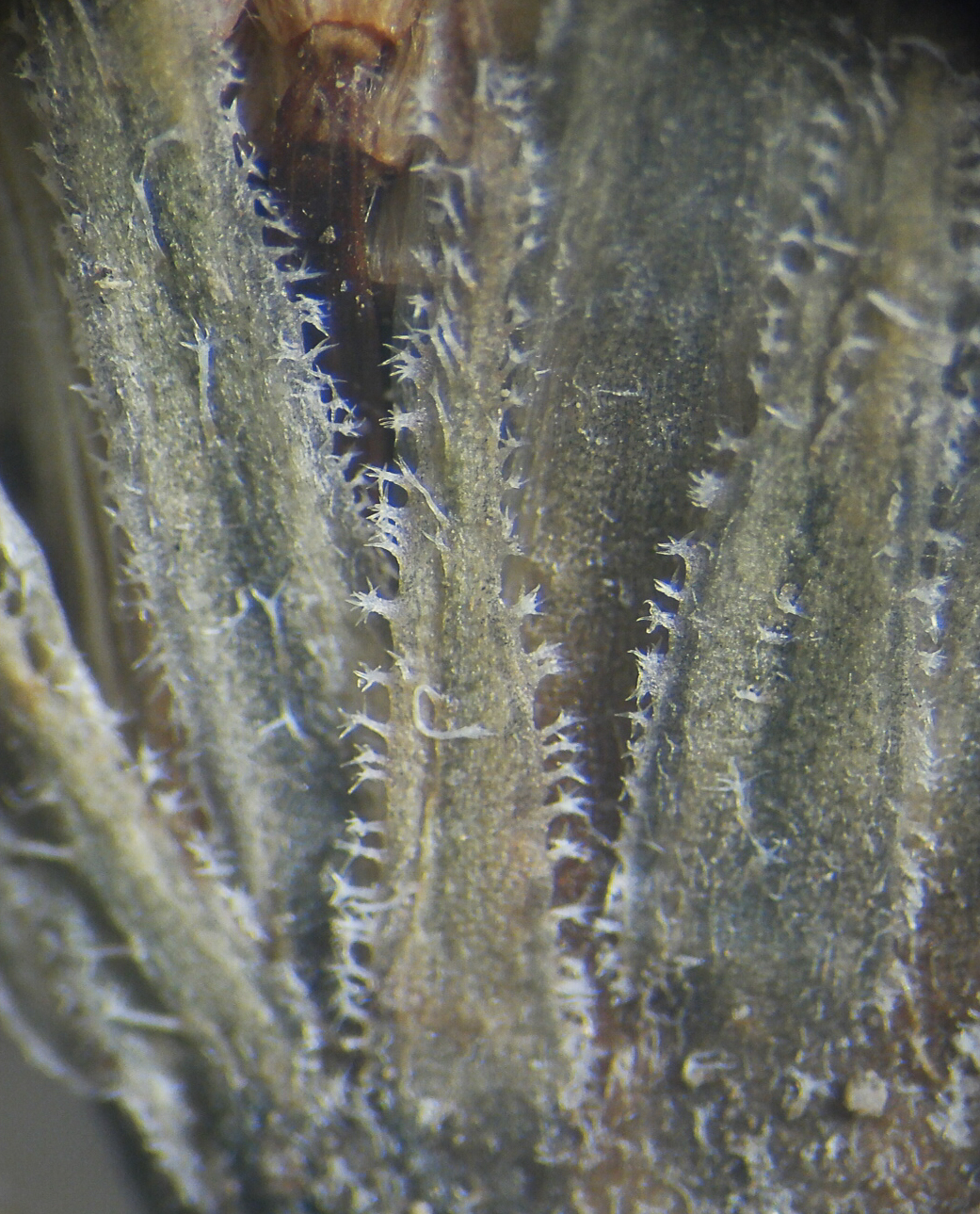
Erst bei Lupenbetrachtung wird Leontodon biscutellifolius durch 5-7- und mehrspaltige Haare an den Rändern der Hüllblätter eindeutig von Leontodon crispus unterschieden

### Generative Merkmale
Leontodon biscutellifolius hat mittelgroße Köpfe, die vor der Anthese nicken. Die 12 bis 15 Millimeter lange Blütenhülle ist am Grunde etwas kraus behaart; die inneren Hüllblätter sind kahl oder auf den Mittelnerven behaart, die äußeren Hüllblätter sind am Rande dicht mit Sternhaaren behaart. Die gelben Blüten sind doppelt so lang wie die Hülle und unterseits oft rotgestreift. Unter den einzeln endständig stehenden 25–40 mm breiten körbchenförmigen Blütenständen ist der aufrecht stehende Stängel etwas keulig verdickt und er ist bisweilen mit ein oder zwei, selten mehr, lanzettlichen Hochblättern besetzt, kurz steifhaarig.
Die 15 bis 20 Millimeter langen Achänen sind alle gleichgestaltet, von der Mitte an in einen kurzhaarig-rauen 5 bis 7 Millimeter langen Schnabel zusammengezogen, kurz borstig behaart. Der schmutzig-weiße Pappus ist etwa halb so lang wie die Achäne und wird aus zwei Reihen von bis an den Grund dicht federigen Borsten gebildet; die der äußeren Reihe sind kürzer als die inneren.
Die Chromosomenzahl beträgt 2n = 8.
Die Blütezeit reicht von Juni bis Juli.

## Verbreitung

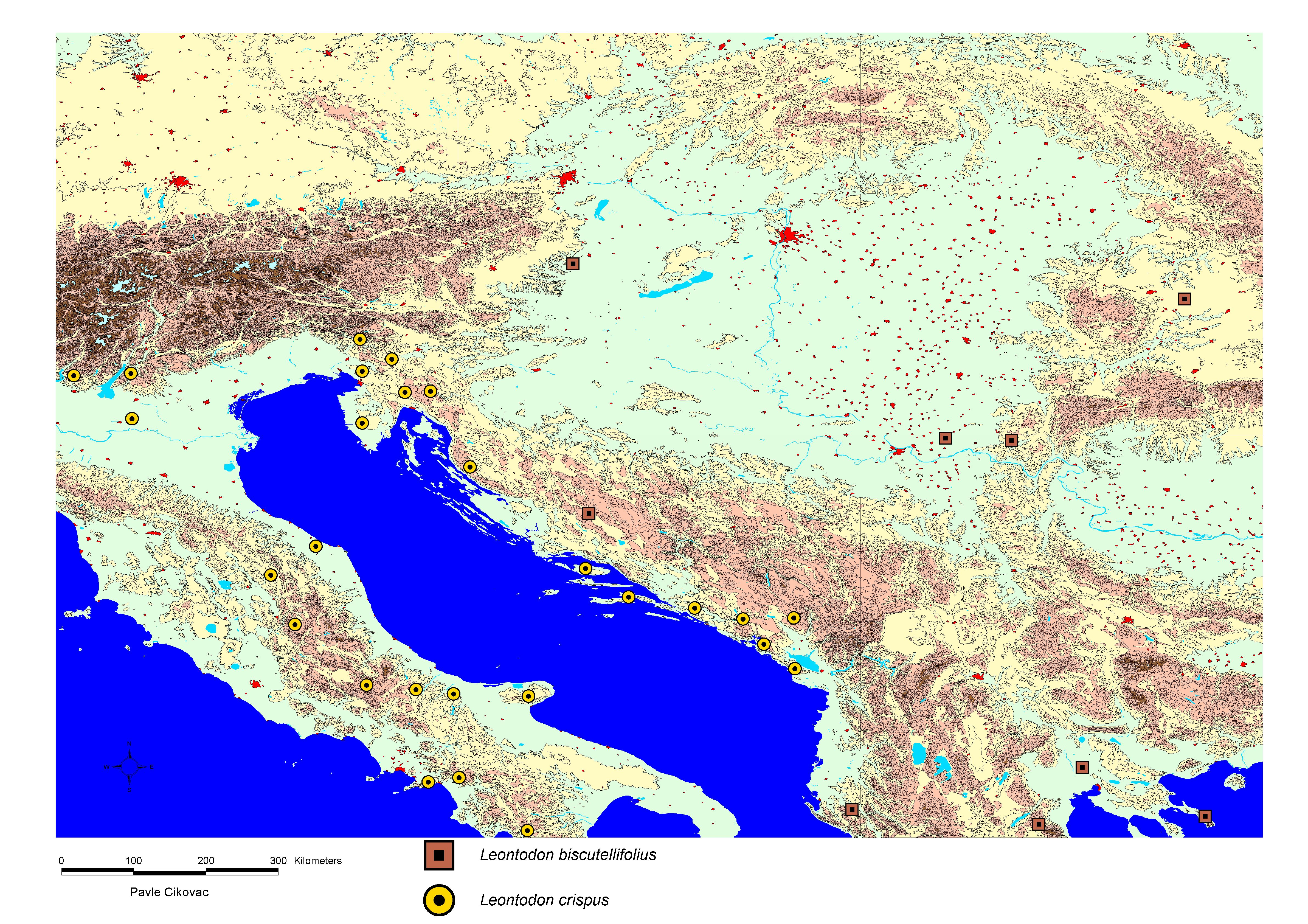
Verbreitung von Leontodon biscutellifolius und Leontodon crispus. Erstere Art kommt nur ostmediterran sowie weiter über das südliche Osteuropa und Kaukasien bis zur Türkei vor. Letztere Art ist auf Süd-Europa beschränkt.

Die Verbreitung von Leontodon biscutellifolius liegt im nordiranisch – anatolisch – ostsubmediterranen Raum. Die Art kommt auf der nördlichen Balkanhalbinsel, im Banat sowie über Südrussland, die Krim bis nach Kleinasien, Armenien und von der Osttürkei sowie wahrscheinlich im Iran vor. Sie ist ein illyrisch – anatolisch – ostsubmediterran-pontisches Florenelement.
In Griechenland reicht das Verbreitungsgebiet bis zur Ägäis (Peloponnes, Chalkidiki und Berg Athos, Euböa, Attika). Sie fehlt auf den griechischen Inseln mit Ausnahme Euböas.

## Habitat
Leontodon biscutellifolius gedeiht zerstreut auf trockenen, grasigen Hängen, steinigen, sonnigen Weiden, an Felsen und im Felsschutt, an unbebauten Standorten. Als xerophile Art ist sie besonders gut an steinige Hänge und felsigen Trockenrasen in voller Sonne angepasst.

## Ökologie
Leontodon biscutellifolius zeigte sich bei vergleichenden Untersuchungen im thessalischen Olymp auf dem Plateau der Museen in über 2400 m als durch Fluginsekten meistbesuchte Pflanze, obwohl er nur zu den mittelhäufigen blühenden Arten und nur mit mittlerem Deckungsgrad in den Vergleichsflächen aufgetreten war. Eine Blühdauer von 30 Tagen konnte dabei ermittelt werden. Als wichtigste Bestäuber wurden Hummeln (7,5 %), Schwebfliegen (39,8 %) und Schmetterlinge (18,8 %) gezählt.
Für die Vermehrung der Leontodon-Arten ist praktisch immer Fremdbestäubung nötig. Dies unterscheidet sie von den eigentlichen Löwenzahn-Arten (Taraxacum) oder den Arten der formenreichen Gattung der Habichtskräuter (Hieracium), bei denen apomiktische Samenbildung ohne Bestäubung regelmäßig vorkommt.

## Taxonomie
Die Art wurde von Finch & Sell in der Flora Europaea sowie den diesem Florenwerk folgenden Autoren als Leontodon asper (Waldst. & Kit.) Poiret angegeben. In den überwiegenden Florenwerken u. a. Strid & Tan (1991) oder Gajić (1975) wurde Leontodon biscutellifolius DC. dagegen meist als Unterart von Leontodon crispus als Leontodon crispus ssp. asper (Waldst. & Kit.) Rohlena angegeben. Der Name Leontodon asper (Waldst. & Kit.) Poiret ist aufgrund der Homonymie zu Leontodon asper Forsskål, ein Name der sich auf eine andere Art bezieht, nicht möglich. Der früheste korrekte Name ist daher Leontodon biscutellifolius DC.